# Honda NX 650 Dominator
Honda NX 650 Dominator – motocykl marki Honda, kategoria enduro, produkowany od roku 1988 do 2000.

## Dane techniczne
dla modelu z lat 1988 - 1989
- Typ silnika: chłodzony powietrzem, 4-suwowy, 1-cylindrowy
- Pojemność: 644 cm³
- Stopień sprężania: 8,3:1
- Układ zasilania: gaźnik
- Maks. moc: 46 KM / 6000 obr./min
- Maks. moment obrotowy: 56 Nm / 5000 obr./min
- Przeniesienie napędu: Łańcuch O-Ring
- Pojemność zbiornika paliwa: 13 litrów
- Koło przednie: 21 cali, szprychowane
- Koło tylne: 17 cali, szprychowane
- Opona przednia: 90/90 R21
- Opona tylna: 120/90 R17
- Zawieszenie przednie: 41-milimetrowy widelec, skok 220 mm
- Zawieszenie tylne: z regulacją napięcia wstępnego, skok 195 mm
- Hamulce przednie: pojedynczy tarczowy 256 mm, zaciski 2-tłoczkowe
- Hamulce tylne:  pojedynczy tarczowy 256 mm, zaciski 1-tłoczkowe